# Orklan
Orklan är en ö i Finland. Den ligger i Finska viken och i kommunen Raseborg i den ekonomiska regionen  Raseborg i landskapet Nyland, i den södra delen av landet. Ön ligger omkring 78 kilometer väster om Helsingfors.
Öns area är 0,5 hektar och dess största längd är 80 meter i nord-sydlig riktning. Närmaste större samhälle är Ekenäs, 18,6 km nordväst om Orklan.